# Berta Kals

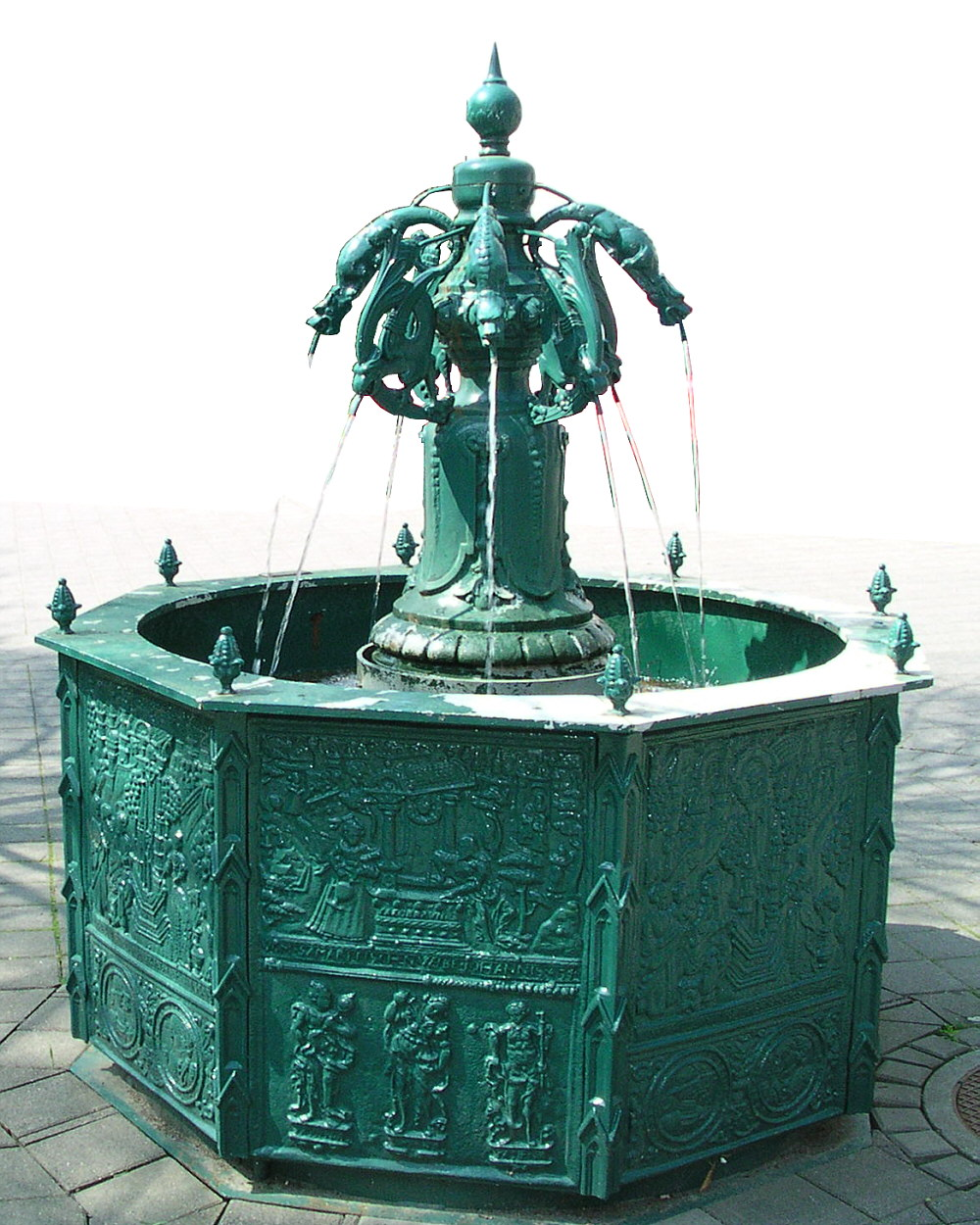
Brunnen an St. Germanus in Aachen-Haaren

Berta Kals (* als Berta Antwerpen am 19. April 1923 in Steckenborn; † 20. Januar 2016 in München) war eine deutsche Künstlerin. Sie wurde bekannt mit ihren Schöpfungen zeit- und gesellschaftskritischer Weihnachtskrippen.

## Leben
Die Katholikin engagierte sich für moderne, zeitkritische Krippendarstellungen. Sie lebte und arbeitete in Aachen-Haaren, wo sie auch beigesetzt wurde.
Kals war Wegbereiterin und Pionierin von „Friedenskrippen“ in den 1970/80er Jahren. Bekannteste Arbeit war die „Raketenkrippe“, es folgten über 50 weitere Krippen zu verschiedensten Themen wie zum Problem des Nord-Süd-Gefälles, zur Gefährdung der Umwelt, eine „Krippe im Slum“ oder die „verweltlichte Weihnacht“ und wurden in Ausstellungen in USA, Südamerika, Afrika und in fast allen europäischen Ländern gezeigt und haben dauerhafte Plätze wie in der Kathedrale von Coventry und in mehreren Museen. Des Weiteren gestaltete sie auch Werke wie den Brunnen an St. Germanus in Aachen.
Für ihr Wirken wurde ihr im Jahr 2000 das Bundesverdienstkreuz am Bande des Verdienstordens der Bundesrepublik Deutschland angetragen. Berta Kals lehnte ab aus Protest gegen die Abschiebung eines kurdischen Flüchtlings aus dem Haarener Wanderkirchenasyl. Mit ihrem spektakulären Einspruch konnte sie die Abschiebung nicht verhindern, erreichte aber, dass eine überregionale Arbeitsgruppe neue Standards zur Begutachtung psychotraumatisierter Menschen (SBPM) formulierte. Nach der Rückkehr ihres „Schützlings“ im Jahr 2002 nahm sie auch ihre Auszeichnung entgegen.
Darüber hinaus erhielt sie den Preis für Berufskünstler vom Bischof von Lüttich auf der Arskrippana und den Bischof-Tenhumberg-Preis für vorbildliches Krippenschaffen.
Berta Kals war verheiratet mit dem Wirtschaftswissenschaftler und Schriftsteller Hans Kals.

## Schriften
- Es geschah in unseren Tagen: Die Krippen der Berta Kals, Alano Herodot 1986, ISBN 3924007276.